# Zhang Yuning
Dans ce nom chinois, le nom de famille, Zhang, précède le nom personnel.
Pour les articles homonymes, voir Zhang.
Zhang Yuning, né le 5 janvier 1997 à Wenzhou (Chine), est un footballeur international chinois. Il évolue au poste d'attaquant au Beijing Sinobo Guoan.

## Carrière

### En club
Zhang Yuning rejoint le Vitesse Arnhem lors de l'été 2015. Il devient le premier joueur chinois à inscrire un but en championnat des Pays-Bas le 6 mars 2016 lors d'un match contre le Roda JC.
Le 22 juin 2018, West Bromwich le prête une nouvelle fois, dans le club néerlandais de l'ADO La Haye.
Le 24 février 2019, il s'engage avec le Beijing Sinobo Guoan.

### En sélection
Zhang Yuning est régulièrement sélectionné dans les catégories nationales de jeunes. Il inscrit notamment 12 buts dans la catégorie des moins de 19 ans.
Il honore sa première sélection le 3 juin 2016 lors d'un match amical contre Trinité-et-Tobago durant lequel il inscrit deux buts.

## Statistiques
| Saison                | Club                  | Championnat           | Championnat | Championnat | Coupe(s) nationale(s) | Coupe(s) nationale(s) | Chine | Chine | Total | Total |
| Saison                | Club                  | Division              | M.          | B.          | M.                    | B.                    | M.    | B.    | M.    | B.    |
| 2015-2016             | Vitesse Arnhem        | Eredivisie            | 8           | 2           | 0                     | 0                     | 2     | 2     | 10    | 4     |
| 2016-2017             | Vitesse Arnhem        | Eredivisie            | 7           | 1           | 1                     | 1                     | 4     | 0     | 12    | 2     |
| Total sur la carrière | Total sur la carrière | Total sur la carrière | 15          | 3           | 1                     | 1                     | 6     | 2     | 22    | 6     |

### Palmarès
- Vitesse Arnhem
  - Vainqueur de la Coupe des Pays-Bas en 2017.